# ناهو اموتو
ناهو اموتو (انگلیسی: Naho Emoto؛ زادهٔ ۲۵ اوت ۱۹۸۵) بازیکن سافت‌بال اهل ژاپن است.